# Roots reggae
|                                                  | |
| Roots reggae Roots & culture Traditionell reggae | |
| Huvudgenre                                       | Reggae |
| Stilursprung                                     | Ska, rocksteady |
| Geografiskt ursprung                             | Kingston, Jamaica |
| Typiska instrument                               | Elbas, trummor, perkussion, rhythm guitar, elgitarr, keyboard, piano, orgel |
| Utvecklades åren                                 | 1968–1977 |
| Har spelats                                      | 1968–idag |
| Popularitet i tiden                              | 1968–ca 1984; 1998–idag |
| Scener                                           | Kingston, Jamaica England Miami och amerikanska städer med många lokala band och årliga festivaler europeiska städer med många lokala band och årliga festivaler |
| Undergenrer                                      | Rocksteady, skinhead reggae, versions (instrumentala specialversioner som utvecklades till Dubreggae och/eller användes till toasting), lovers rock, one drop, rockers. |
| Framträdande artister                            | The Abyssinians, Delroy Denton, The Heptones, Jacob Miller, Bob Marley, Freddie McGregor, Junior Murvin, Max Romeo, Peter Tosh, The Upsetters, Delroy Wilson, Desmond Dekker, Laurel Aitken, Roland Alphonso, Horace Andy, Gregory Isaacs, Black Uhuru med Don Carlos, Puma Jones och Michael Rose, Jimmy Cliff, Culture, Gladiators, Mighty Diamonds, Misty In Roots, Lee "Scratch" Perry, Junior Reid, Garnett Silk, Sly & Robbie, Burning Spear, Bunny Wailer, U Roy, Everton Blender, Alpha Blondy, Ken Boothe, Dennis Brown, Chezidek, Lucky Dube, Marcia Griffiths, Israel Vibration, I Roy, The Itals, Ziggy Marley, Stephen Marley, Damian Marley, Judy Mowatt, Steel Pulse, UB40, Big Youth, Turbulence |

Roots reggae är den systemkritiska, rastafarianska 1970-talsreggaen. Den är kanske den mest internationellt kända typen av reggae. Den utvecklades i Kingston, Jamaica med början 1968 och kallades i omkring 20 år kort och gott för reggae. Texterna fokuserar på de förtrycktas förhållanden, på inneboende fel i det nuvarande politiska, ekonomiska och sociala systemet på både lokal och global nivå. Den religiösa lyriken tar nu, liksom på 1970-talet, upp tråden att räddning finns tillgänglig för människan genom ett liv tillägnat Jah, men roots reggaens internationalisering har mer och mer lett till att textförfattarna även kan tänka sig icke-svarta i Jahs rike Zion. 
Namnet "roots reggae" myntades först i slutet av 1980-talet när annan reggaebaserad musik såg dagens ljus. IT-utvecklingen på musiksidan förde med sig ett nytt sound dominerat av programmerbara keyboards och syntar, möjligheterna till sampling, samt trummaskiner. Denna stil kom att kallas för ragga, och raggan och dess artister blev snart en del av dancehallmusiken. Den första betydelsefulla raggalåten anses vara Wayne Smiths "Under Me Sleng Teng", producerad av King Jammy 1985 på en Casio MT-40 synthesizer. Ragga blev snart en del av dancehallkulturen (även om långt ifrån all dancehall baseras på digitalt producerad musik.

## Roots kontra dancehall
Dancehall är en slags avknoppning av 1970-talets toasting till en alltmer fantasifullt mixad reggaemusik injicerad med amerikansk rap. Som subgenre fick denna snabbare reggae sitt namn efter ragga-åren i mitten av 1980-talet.
Under dancehallkvällarna uppträder ett antal populära mikrofonartister eller "sing-jays" som till hälften sjunger och till hälften rappar texter som ofta är utmanande eller oanständiga (slackness) till en snabbare reggae med allt färre instrument. Ofta är de två med ganska olika röster för att erbjuda variation. Dancehall-stilen "jungle" 1997-2004 innehöll ofta bara en trummaskin och en eller två sing-jays med unika, genomträngande röster som fört dem till toppen. Bounty Killer, Mad Cobra, Ninjaman och Buju Banton var 1990-talets dominerande dancehallartister. Samtidigt fanns det många artister med bra sångröster – Cocoa Tea, Sanchez, Admiral Tibet, Frankie Paul, Half Pint, Tony Rebel, Conroy Smith, Courtney Melody, Carl Meeks och Barrington Levy – som kompletterade deejay-artisternas grova stämmor. 

### Namngivningen av den samhällskritiska 1970-rastareggaen
Uppkomsten av dancehallen ledde fram till att den ofta religiösa eller samhällskritiska reggaen behövde en beteckning, och den kom alltså att kallas roots reggae. Detta namn fick musiken ungefär 1988-1992, då en ny glansperiod inleddes. Under 1970-talet kallades musiken kort och gott "reggae" och alla som ville nå en kommersiell framgång måste vara samhällskritiker med dreadlocks. Begrepp som "roots" och "roots & culture" hade dock länge varit centrala på Jamaica eftersom ättlingarna till de forna slavarna sökte sina rötter i en jamaicansk kulturell rörelse som blickade bakåt mot Afrika utan att för den skull blanda in rastafari och Haile Selassie. Kursdeltagare fick lära sig att det inte var några vildar som de vita så brutalt skeppat över till slaveriet i Amerika, utan medlemmar av organiserade folk som var jordbrukare och boskapsskötare, och som var muslimer och ofta läs- och skrivkunniga. Denna roots-rörelse började redan i slutet av 1960-talet på Jamaica, där man inspirerade av de svartas kamp i USA höll studiecirklar i Kingston och i andra jamaicanska städer och centralorter. Bob Marley and the Wailers spelade visserligen in låten "Roots, Rock, Reggae" 1975 (Rastaman Vibration, 1976). Det var emellertid inte Marley som döpte genren, han utnyttjade bara sin styrka att fånga upp det som folket på gatan talade om, det som "låg i luften". Det var i stället programledare för reggaeshower på radiostationer i Kingston, Birmingham, London, New York, Miami, Lagos, Johannesburg, Los Angeles, Montréal, Toronto, Warszawa och andra reggaecentra som annonserade både gamla och nya låtar med samhällskritiska och/eller rastafarianska texter till traditionell reggaemusik (trummor och bas som angav takt och tempo - one drop, rockers, stalag m.m.; rytmgitarren som måste finnas där och hugga på det ena eller andra sättet för att det skulle kännas riktigt; i övrigt keyboard, synth, piano och blås).
Den prisbelönta webbplatsen Roots Archives har byggt upp en databas över alla jamaicanska roots reggae-band från 1970 till 1985. Den omfattar 4.883 album och 5.503 artister ingom genren roots reggae. De mest sökta namnen är King Tubby, Dennis Brown, Gregory Isaacs, John Holt, Wailers, Bob Marley, Sugar Minott, Scientist, Revolutionaries och Lee Perry. De mest sökta studiobanden/tunébanden är Roots Radics, Revolutionaries, Aggrovators, High Times Band, Soul Syndicate, Taxi Gang, Upsetters, The Wailers (band), We The People Band, Gladiators. Och de mest eftersökta roots-producenterna på sajten är Bunny Lee, C.S. Dodd, Lee "Scratch" Perry, Henry Junjo Lawes, Joe Gibbs, Prince Jammy, Linval Thompson, Duke Reid, Bullwackie, Niney. Och slutligen, de inspelningsstudior som besökarna har flest träffar på är Channel One, King Tubbys, Harry J, Dynamic Sounds, Joe Gibbs, Randy's, Tuff Gong, Treasure Isle, Black Ark och Federal. 
Det som började kallas roots reggae laborerade således med avsevärt fler instrument än i dancehallen, som allra först plockade bort rytmgitarren och därefter blev allt naknare. Dancehallen gick under 1990-talet mot allt färre instrument ända tills mikrofonartisten totalt dominerade över musiken som bara kunde bestå av en trummaskin (se "jungle" ovan). Detta ställde stora krav på mikrofonartisten, som ensam måste bygga upp och bibehålla en specialitet i både lyriken och showen. Lady Saw satsade på att vara fulast i mun av de få kvinnliga dancehall-artisterna och uppträdde lättklätt med blonda peruker. Mikrofonartisterna utnyttjade sitt utseende, sin förmåga att improvisera bra rim och att leverera slackness (oanständigheter) på ett sätt som roade publiken. Man kallar till och med tjejer ur publiken upp på scenen, där de får simulera samlag med artisten, men vanligen handlar låtarna om artistens "åkomma" (impotens, för liten penis) och det är den kvinnliga publiken som skrattar av förtjusning. Dancehall-artisterna måste ständigt hitta nya infallsvinklar när det gäller ganja (marijuana). Dessutom måste de vara ståupp-komiker mellan låtarna, även om de i detta fall ofta har hjälp av en konferencier. Roots reggae och dancehall har beskrivits som varandras totala motsatser.

### Motsatta musikstilar
Eftersom två så olika typer av reggae, både musik- och textmässigt, är svåra att förena, är och har det varit få artister som behärskat/behärskar båda.  Dancehallpubliken på Jamaica har även alltid velat höra en och annan roots- eller rocksteadyklassiker under kvällen, och de populäraste spelas också. Många dancehall-rappare är goda sångare och kan leverera en Marley-låt live. Några 70-talslåtar fräschas dessutom med jämna mellanrum upp för att attrahera den yngre publiken. När det gjordes med Dawn Penns song "No, No, No", blev låten en världshit. Men när det gäller roots-artister som Peter Tosh och hans inte bara starkt kritiska utan dessutom sarkastiska texter om svarta som bor "in the shity", är slavar under "the shitstems" utbud av kapitalvaror och modeprylar, när de i stället borde leva som afrikaner och förbereda sig för Zion, är den unga dancehallpubliken iskall. Peter Tosh kunde lika gärna sjunga om liv på Mars – så främmande är rootsreggaens kärna för de flesta av dagens unga jamaicaner.
De nya roots-artisterna har i stället sin publik i främst Europa och USA, och marknaden har vidgats något sedan järnridån föll och även de forna Öststaternas fick tillgång till reggaeskivor. Reggaen är mycket stor i till exempel Polen., 
En dancehallartist med bra sångsröst kan visserligen framföra och spela in en roots reggae-låt. Det beror på att Jamaica har gott om duktiga musiker som har lång erfarenhet och behärskar de flesta stilar. Men det är svårt att skriva en bra rootstext till en onedroprytm. och under 2000-talets första decennium fanns det bara en handfull artister i världen som ansågs behärska båda stilarna som text- och musikförfattare och som framförare av musiken. En metod är att "låna" en rytm som har ett antal år på nacken och skriva en ny text med en ny melodi till denna rytm. Det är något som skett i Jamaica ända sedan 1960-talet. Damian Marley och Stephen Marley har ägnat sig en hel del åt detta, liksom européerna Gentleman och Alborosie. Några artister som under många år rört sig mellan stilarna är Ini Kamoze, Tony Rebel, Frankie Paul, Cocoa Tea och Anthony B. Den spansk-franskspråkige Manu Chao, som hade en stor hit med "Mr Bobby" har levererat låtar inom i stort sett alla reggaegenrer och lite till: ska, rocksteady, roots reggae, dancehall, reggaeton, reggaecumbia, punk. Vissa vill även införa epitetet conscious dancehall för att beskriva dancehallstjärnor som "mognat# (eller gömt sig i några år efter att ha orsakat rabalder utomlands med texter som uppmanar till mord på homosexuella), skaffat dreadlocks och börjat göra en eller annan ballad med politiskt och/eller rastafarianskt innehåll. Även begreppet new roots förekommer, men det räcker gott med att konstatera att det naturligtvis alltid tillkommit nya artister och band inom roots reggae, en andra generation födda 1955-1970, en tredje generation födda 1970-1985, och att denna subgenre till skillnad från dancehallen är internationell: Yami Bolo, Cameras, Chezidek, Aline Duran, Cultura Profética, Dezaire, Dry & Heavy, Glen Washington, Groundation, Gyptian, Luciano, Inner Visions, I Wayne, Jah Cure, Jah Mali, Jah Roots, Jampara, Junior Kelly, Katchafire, Khady Black, Kol Op Neytsur, Kókó Dembele, Los Pericos, David "Ziggy" Marley, Stephen Marley, Julian Marley, Midnite, Lucky Dube (mördad 2007), Nasio Fontaine, No-Maddz, Negusa Negast, Predator Dub Assassins, Livelihood, Mingura Luees, Tony Rebel, Rebelution.     
Det nya med dancehallstjärnor som skaffar sig en rastafari-identitet är att de ofta identifierar sig med Bobo Ashanti-doktrinen i stället för Twelve Tribes of Israel som 1970-talsartisterna gjorde. En Bobo Ashanti bär vanligen turban, vilket den "medvetna" dancehallartisten Sizzla nu också har gjort under några år.

## Roots och dub utvecklades av mästare vid mixerborden
Reggaens första 10-12 år var en intensiv utvecklingsfas där den skapande personalen i Kingstons inspelningsstudior (inspelningsingenjörer, musikmixare) – som Lee "Scratch" Perry och King Tubby, hade lika stor del i utvecklingen och var artister i lika hög grad som sångarna, musikerna och kompositörerna. På drygt ett decennium lyckades Jamaica, med 2,5 miljoner invånare, föra ut sin rytmiska, suggestiva populärmusik till resten av världen. I många länder lärde sig ungdomar att spela den rytmiska och suggestiva jamaicanska musiken och förde inte sällan in något från sin egen kultur eller tradition i reggaen. De första europeiska reggaebanden bildades i Storbritannien, den forna kolonialherren som hade många invandrare från Västindien. Därefter följde Tyskland, Nederländerna, de tre skandinaviska länderna, Tyskland, Frankrike, Spanien och Italien. Snart blommade band upp även i Japan, USA, Kanada, Australien och Nya Zeeland, och därefter i en rad afrikanska länder.  och även i de flesta länder i världen där egenutvecklade utövare sprack på scenen. 
'Roots and Culture respektive traditionell reggae är två mycket närliggande beteckningar – den sistnämnda är kanske bäst eftersom den inte föreskriver att låtarna måste vara politiska, religiösa (rastafarianska) eller inriktad på slavättlingarnas återvändande till, vad de föreställde sig, sina rötter (roots) i ett skönmålat och förhärligat Afrika. 
Elbas och trummor i är framträdande i all roots reggae och i nästan alla låtar används en reggae guitar eller rhyhtm guitar för att markera rytmen. Någon gång användes piano i stället för rhythm guitar, som på Heptones LP Right Time. Samhällskritik och religion rastafari är de vanligaste ämnena i sångerna. Eftersom artisterna under 1970-talet ville nå ut i världen med sina budskap sjöng de vanligen på en engelska som är begriplig även för dem som inte har den som modersmål. 
Under 1970-talet användes samma typ av reggaemusik oavsett om det var fråga om kärlekssånger (lovers rock), sånger om rastafari-tron, toasting eller samhällskritik. Bob Marley använde sig av en klockren roots reggae och skrev även låten "Roots Rock Reggae", och det har antagligen bidragit till att man tänker sig reggae så. Roots reggae var inte ett begrepp på 1970-talet, även om Bob Marley gjorde en låt som heter Roots Rock Reggae. Roots reggae var en benämning som kom senare när band över hela världen tagit sig an stilen och ville markera skillnaden i förhållande till andra stilar som utvecklats ur den ursprungliga reggaen.
Roots reggaen är än idag internationellt stor, medan Jamaica nu domineras av den modernare Dancehallen.

## Reggae-artister som haft merparten av sin karriär inom genren roots reggae (urval)
(Om inte annat anges är artisten född på Jamaica)
- Bob Marley med kompbandet The Wailers med bröderna Aston Barrett på elbas och Carlton Barrett – trummisen som uppfann one drop-stilen och skrev flera av Marleys låtar
- Damian Marley – främst dancehall-artist, men som lyckats kombinera denna stil med roots and culture
- David "Ziggy" Marley – Bob och Alpharita Marleys äldste son, född 1968, med rootsklassiker som "Tomorrow People" och leverantör av oneworldrasta-lyrik som i låtarna "Love Is My Religion" och "I Love You Too".
- Stephen Marley
- Natty Dread Marley - Europe. Hårt arbetande sångare med influenser och inspiration från såväl reggae som dancehall musik.
- Andrew Aloof – Storbritannien, illustratör på Steel Pulses och många andra roots reggae-artisters album.
- The Abyssinians – gjorde rastafarirörelsens mest betydelsefulla låt: Satta-A-Masagana
- Alpha Blondy – från Elfenbenskusten
- Beatsquad
- Black Slate - från Storbritannien, internationell hit med låten "Amigo" i början av 1980-talet.
- Black Uhuru, som många andra på 1970- och 1980-talen kompade av Sly and Robbie (Sly Dunbar, trummor, Robbie Shakespeare, bas)
- Bunny Wailer – ingick ursprungligen i The Wailers med Peter Tosh och Bob Marley. Internationell solokarriär efter att ha kommit över sin scenskräck.
- Burning Spear – Winston Rodney och hans band med bl.a. Angus Gaye, trummor, George Oban, bas, Brinsley Forde på rhytm guitar, Donald Griffiths på lead guitar i uppsättningar på 1970- och 1980-talet
- Chezidek
- Congos
- Culture – med Joseph Hill som lead singer, Kenneth Paley och Albert Walker, harmony, Sly and Robby på bas och trummor i många uppsättningar av bandet
- Darryl Thompson – gitarrist på många roots reggae-skivor
- The Gladiators – Albert Griifiths, gitarr, sång, Clinton Fearon, rhytm guitar, sång, Dallimore Sutherland basgitarr, sång
- Groundation – från Kalifornien, USA, startades 1998. Frontfigurer är Harrison Stafford, Ryan Newman och Marcus Urani
- Israel Vibration – sångarna Lascelle Bulgin, Albert Craig och Cecil Spence
- I Wayne – nyskapande roots and culture-artist som främst i balladform uppmanar oss att leva rättfärdigt och att "bränna Rom tillsammans"
- Junior Murvin
- Horace Andy
- Jacob Miller – begåvning som dog för tidigt i en trafikolycka. Var lead singer i Inner Circle, som på 1970-talet var ett roots reggae-band
- Jah Cure
- Jimmy Cliff – har ända sedan 1960-talet varit sångare och låtskrivare inom genren roots reggae, utan att vara rastafari
- Judy Mowatt
- Lucky Dube – från Sydafrika.
- Max Romeo med kompandet The Upsetters, mixad av Lee Scratch Perry
- Marcia Griffiths
- Michael Rose – ingick ursprungligen i Black Uhuru med Duckie Simpson och Puma Jones samt Sly and Robbie
- Mickey Chung – gitarrist, har spelat rhytm guitar eller reggae guitar på åtskilliga jamaicanska roots reggae-skivor
- Mighty Diamonds – Donald Sharpe, Fitzroy Simpson, Lloyd Ferguson, alla sång, samt Sly and Robbie på trummor och bas i många konstellationer.
- Misty In Roots – från Southall, London. Kanske mest roots and culture av alla reggaeband. Walford Tyson m.fl.
- Peter Tosh – ingick ursprungligen i The Wailers med Bunny Wailer och Bob Marley. Lysande solokarriär. Mördad 11 september 1988.
- Tony Rebel
- Ras Michael
- Soldiers Of Jah Army
- Steel Pulse – från Birmingham i England med David Hinds, Basil Gabbidon, Alphonso Martin, Ronnie McQueen, Michael Riley, Selwyn Brown, Steve Nisbett i bandet i slutet av 1970-talet
- Third World - roots-band i början av karriären med albumet 96° In The Shade som mästerverk
- Kultiration – från Göteborg i Sverige med Marcus Berg (sångare) som sångare.